# Mark Hammett
Mark Gerry Hammett (Christchurch, 13 luglio 1972) è un ex rugbista a 15 e allenatore di rugby a 15 neozelandese, che giocava nel ruolo di tallonatore; fu 29 volte internazionale per gli All Blacks.

## Biografia
Ancora a scuola (il St Thomas College di Canterbury) Hammett fu selezionato per la Nuova Zelanda Under-17 nel 1989 e continuò nella sua trafila delle giovanili nel 1991 con la Under-19; nel 1992 entrò nella provincia rugbistica di Canterbury con la quale esordì nel campionato nazionale provinciale.
Nel 1996, con la nascita del primo campionato professionistico interconfederale, il Super Rugby, Hammett entrò nella neocostituita franchise provinciale di Canterbury, i Crusaders, con i quali vinse tre tornei consecutivi dal 1998 al 2000; esordì in Nazionale neozelandese nel 1999 e prese parte nello stesso anno alla Coppa del Mondo in Galles.
Militò nei Crusaders fino al 2003 e vinse un ulteriore titolo del Super Rugby nel 2002; prima della Coppa del Mondo di rugby 2003 annunciò il ritiro salvo poi prolungare il suo impegno con la Federazione in vista della Coppa del Mondo di rugby 2003 in Australia, in cui gli All Blacks si classificarono terzi.
Il ritiro effettivo avvenne a inizio 2014, quando un infortunio al collo mise fuori uso Hammett per la stagione di Super Rugby.
Passato alla carriera tecnica, assunse l'incarico di allenatore in seconda dei Crusaders e, successivamente, della formazione provinciale di Canterbury.
Nel 2010 firmò un contratto che lo lega alla franchise degli Hurricanes a partire dal 2011.

## Palmarès
- Super Rugby: 4
Crusaders: 1998, 1999, 2000, 2002
- National Provincial Championship: 2
1997, 2001